# Lioubov Dobrjanskaïa
Lioubov Ivanovna Dobrjanskaïa (en russe : Любовь Ивановна Добржанская), née le 24 décembre 1905 à Kiev dans l'Empire russe et morte le 3 novembre 1980 à Moscou (Union soviétique), est une actrice russe.

## Filmographie
- 1966 : Attention, automobile de Eldar Riazanov
- 1975 : L'Ironie du sort de Eldar Riazanov
- 1977 : Jeudi ou jamais de Anatoli Efros

## Récompenses et nominations

### Récompenses
- 1965 : Artiste du peuple de l'URSS